# Dag van de Grondwet (Japan)
De dag van de grondwet (憲法記念日, Kenpō Kinen-bi) is een nationale feestdag in Japan. De dag vindt jaarlijks plaats op 3 mei, en dient als viering/herdenking van de invoering van de huidige Japanse Grondwet in 1947. De feestdag maakt deel uit van de Gouden week.
De dag van de grondwet is de enige dag in het jaar dat het nationale gebouw van de Kokkai opengesteld wordt voor het publiek. Tevens wordt de dag aangegrepen om het belang van democratie en de Japanse overheid te benadrukken.